# Орловка (Щёлковский район)
Орловка — деревня в городском округе Лосино-Петровский Московской области России. Население — 66 чел. (2010).

## География
Деревня Орловка расположена на северо-востоке Московской области, примерно в 21 км к востоку от Московской кольцевой автодороги и 10 км от одноимённой железнодорожной станции города Щёлково, в западной части городского округа Лосино-Петровский.
В 2 км севернее деревни проходит Монинское шоссе Р109, в 5 км к северо-западу — Щёлковское шоссе А103, в 6 км к югу — Горьковское шоссе М7, в 1,5 км к юго-западу — пути хордовой линии Мытищи — Фрязево Ярославского направления Московской железной дороги.
Ближайшие сельские населённые пункты — посёлок Лесные Поляны, деревни Осеево и Соколово, ближайшая железнодорожная станция — платформа Осеевская.
В деревне шесть улиц — Зелёная, Молодёжная, Новая, Озёрная, Пушкина и Пушкина 1-й проезд; приписаны три садоводческих товарищества (СНТ) и территория молодёжного жилищно-строительного кооператива (МЖСК).
Связана автобусным сообщением с Москвой и рабочим посёлком Монино.

## Население
| 1852 | 1859 | 1869 | 1899 | 1926 | 2002 | 2006 | 2010 |
| ---- | ---- | ---- | ---- | ---- | ---- | ---- | ---- |
| 105  | ↗115 | ↘110 | ↘55  | ↗166 | ↘26  | ↗36  | ↗66  |

## История
В середине XIX века сельцо Орловка относилось ко 2-му стану Богородского уезда Московской губернии и принадлежало майорше Алферьевой Л. Н., в сельце было 9 дворов, крестьян 51 душа мужского пола и 54 души женского.
В «Списке населённых мест» 1862 года — владельческое сельцо 2-го стана Богородского уезда Московской губернии по Мало-Черноголовскому тракту (между Владимирским шоссе и Стромынским трактом), в 20 верстах от уездного города и 6 верстах от становой квартиры, при колодце, с 18 дворами и 115 жителями (60 мужчин, 55 женщин).
По данным на 1869 год — сельцо Осеевской волости 3-го стана Богородского уезда с 16 дворами, 16 деревянными домами, запасным хлебным магазином и 110 жителями (49 мужчин, 61 женщина), из которых 11 грамотных. Имелось 7 лошадей, 8 единиц рогатого и 2 единицы мелкого скота.
В 1913 году — 29 дворов, имение Юркевича.
По материалам Всесоюзной переписи населения 1926 года — деревня Осеевского сельсовета Щёлковской волости Московского уезда в 3,5 км от Анискинского шоссе и 1 км от станции Монино Северной железной дороги, проживало 166 жителей (84 мужчины, 82 женщины), насчитывалось 34 хозяйства (25 крестьянских).
С 1929 года — населённый пункт Московской области в составе:
- Осеевского сельсовета Щёлковского района (1929—1959, 1960—1963, 1965—1994)[18][19][20],
- Осеевского сельсовета Балашихинского района (1959—1960)[21][22],
- Осеевского сельсовета Мытищинского укрупнённого сельского района (1963—1965)[23],
- Осеевского сельского округа Щёлковского района (1994—2006)[20],
- городского поселения Свердловский Щёлковского муниципального района (2006—2018)[24][25].
- городского округа Лосино-Петровский Московской области (23.05.2018 — н.в.)[2]